# Kelly Madison
Kelly Madison (Newport Beach, California; 26 de agosto de 1967) es una actriz y directora pornográfica estadounidense. Es reconocida por sus grandes senos naturales. Kelly Madison fundó la productora, 413 Productions, junto a su marido Ryan. Madison es prima de la exitosa actriz porno Janine Lindemulder.

## Biografía
El padre de Madison era actor y figurante, y su madre contable; tiene dos hermanas mayores y es prima de la famosa Janine Lindemulder, que también trabaja en la pornografía.
Kelly Madison conoció a su marido, Ryan, en 1999 en una empresa de diseño gráfico por ordenador, donde ella con 33 años era la vicepresidenta de ventas y él era un joven diseñador gráfico de sólo 22. A pesar de que él era mucho más joven, y que ella estaba a punto de casarse con otro hombre, ambos acabaron por enamorarse, y se fugaron para casarse. Inspirada por la carrera pornográfica de su prima, ellos comenzaron en internet el negocio pornográfico con su web personal, venciendo los problemas iniciales porque ella empezó tarde en la pornografía, y además nunca había posado desnuda.
Después del éxito inicial del sitio web, expandieron su negocio con la filmación de DVD pornográficos, lanzando al estrellato a otros actores y actrices. Denominaron a su empresa Producciones 413, que era la dirección de la calle del estudio que ellos alquilaron para filmar. El sitio web PornFidelity y una línea de DVD crecieron gracias a la creación de una serie de escenas de tríos con Ryan y las mujeres que Kelly Madison traía a casa. La pareja divide sus responsabilidades, siendo su marido Ryan el responsable de controlar la empresa de producción, corrigiendo vídeos y fotos, actualizando la web, programando, gestión de la publicidad, y la generación de tráfico; mientras tanto, Kelly se encarga de buscar y contratar nuevos talentos, arreglar juegos, el control de las finanzas de la empresa y la realización de promociones.
Madison ha hecho importantes apariciones para Danni Ashe, apareciendo en varios DVD para "Danni Ashe Presents" (softcore), y "Danni HardCut" (hardcore), y en junio de 2006 "DanniGirl del Mes" en la web Danni's Hard Drive. Ella también ha aparecido en la revista "Score", y además escribe una columna para la revista "Juggs". Kelly estuvo nominada en el F.A.M.E. de 2007 en el premio al apartado de "Pechos Favoritos".
Mientras que la web KellyMadison.com se enfoca en sus apariciones. PornFidelity.com se basa en los tríos, actuando con su marido, y con las mujeres que traen a su casa. KellyFind.com es una web pornográfica que se especializa en la búsqueda de los tipos específicos de modelos, por la identidad étnica, el tamaño del pecho, el color del pelo, y la edad; apareciendo en las escenas o situaciones específicas. KellyCash.com es un programa de afiliado de las dos primeras webs, substituyendo 413dollars.com a mediados de 2006.
El 25 de julio de 2007, Madison y su marido Ryan fueron entrevistados en el programa de televisión 'Chelsea Lately' en el canal E! Ellos hablaron de su matrimonio, su relación abierta y la carrera pornográfica.
En 2020, ella y su marido fueron acusados por 10 actrices de la industria de filmar escenas no consentidas.